# Stazione di Riva di Pinerolo
La stazione di Riva di Pinerolo era una fermata ferroviaria posta sulla linea Torino-Pinerolo. Sita nel territorio comunale di Roletto, prendeva nome dal centro abitato di Riva, frazione del comune di Pinerolo.

## Storia
Vista la sua posizione isolata rispetto ai principali centri abitati della zona e la scarsa utenza, la fermata venne dismessa nel 2003.

## Strutture ed impianti
La struttura della fermata era particolarmente semplice. Essa era costituita dal solo binario di corsa della linea cui era accostata una banchina asfaltata per l'imbarco dei passeggeri. Quest'ultima risulta ancora visibile, al 2011, nonostante il forte degrado e l'infestazione della vegetazione data dall'assenza di manutenzione.
L'unica struttura presente era una cabina a forma di parallelepipedo in uso ad RFI e ospitante alcune apparecchiature elettriche per il controllo del traffico e la sicurezza sulla linea.

## Servizi
La fermata era classificata da RFI in categoria 'bronze'.

## Movimento
La fermata era servita, fino al 2003, dai treni della relazione Pinerolo-Chivasso, svolti da Trenitalia in base al contratto di servizio stipulato con Regione Piemonte.

## Interscambi
Nei pressi della fermata sono attuati i seguenti interscambi:
- Fermata autobus